# Johann Meixner
Johann Meixner (Červený Potok (ma Králíky része), Csehország, 1819. január 3. – Bad Gleichenberg, Stájerország, 1872. augusztus 23.) osztrák szobrász. Izsó Miklós magyar szobrászművész egyik mestere volt Bécsben.

## Életpályája
1841-től a bécsi akadémián, majd  1847-48-ban és 1854–55-ben Rómában tanult. 1851-ben kötött házasságot Eleonore Hartunggal, Christoph Hartung leányával. 1861-ben ő volt az egyik alapítója a Wiener Künstlerhausnak. Bécsi művein kívül sokat dolgozott magyarországi szakrális épületek díszítőszobrain is.

## Főbb művei

### Bécsben
- Szobrok a Westbahnhof részére
- Danubius-kút
- Miksa császár emlékműve, Hietzing Am Platz
- Radetzky-emlékmű
- Liszt Ferenc
- Friedrich Schiller

### Magyarországon
- Szobrok az esztergomi bazilika részére
- Szobrok a kalocsai székesegyház részére
- Szobrok a budapesti Hermina-kápolna részére (pl. Árpád-házi Szent Erzsébet)

## Képgaléria

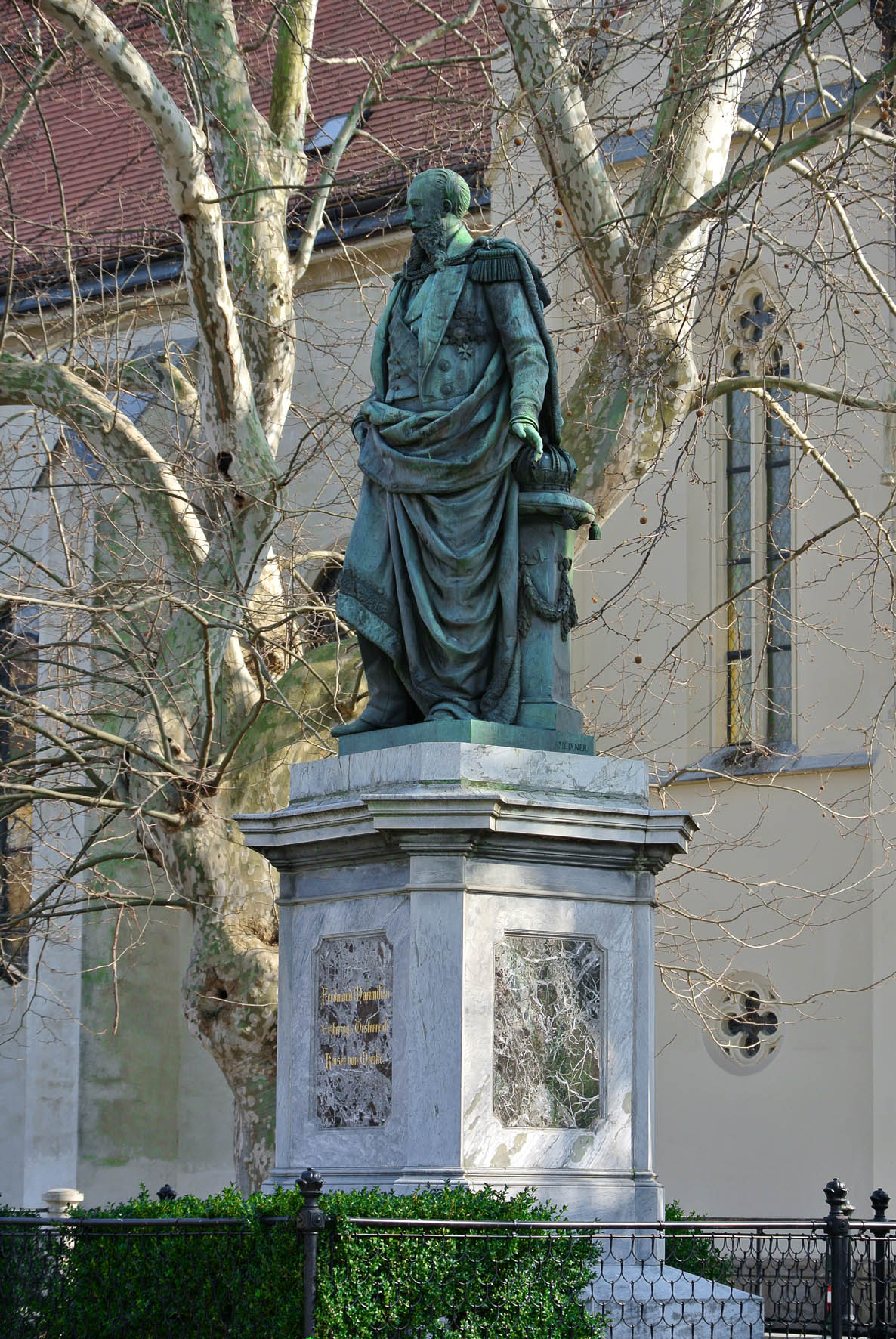
Miksa császár emlékműve, Hietzing Am Platz, Bécs
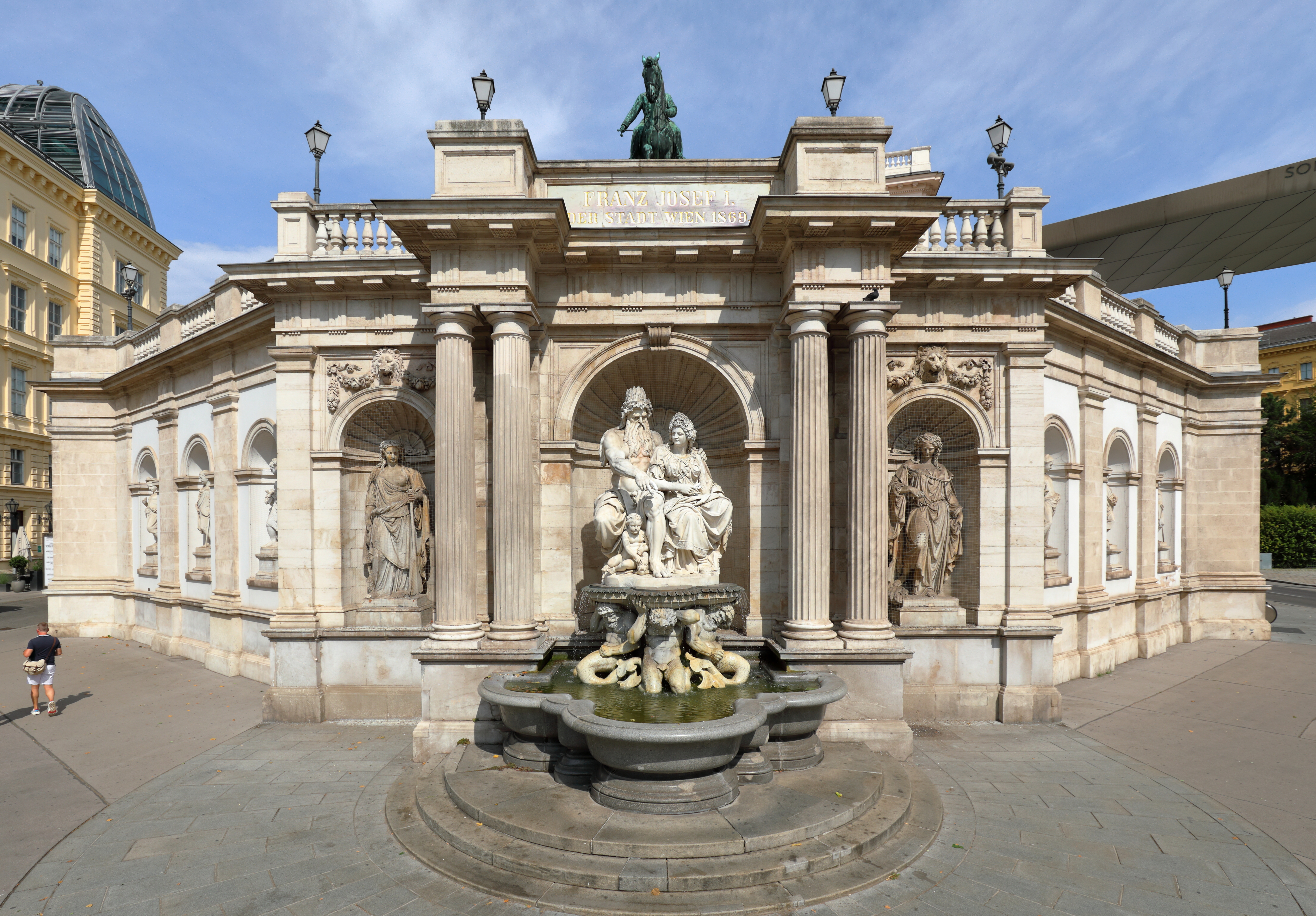
Danubius-kút (1864-1869), Bécs, Albertinaplatz
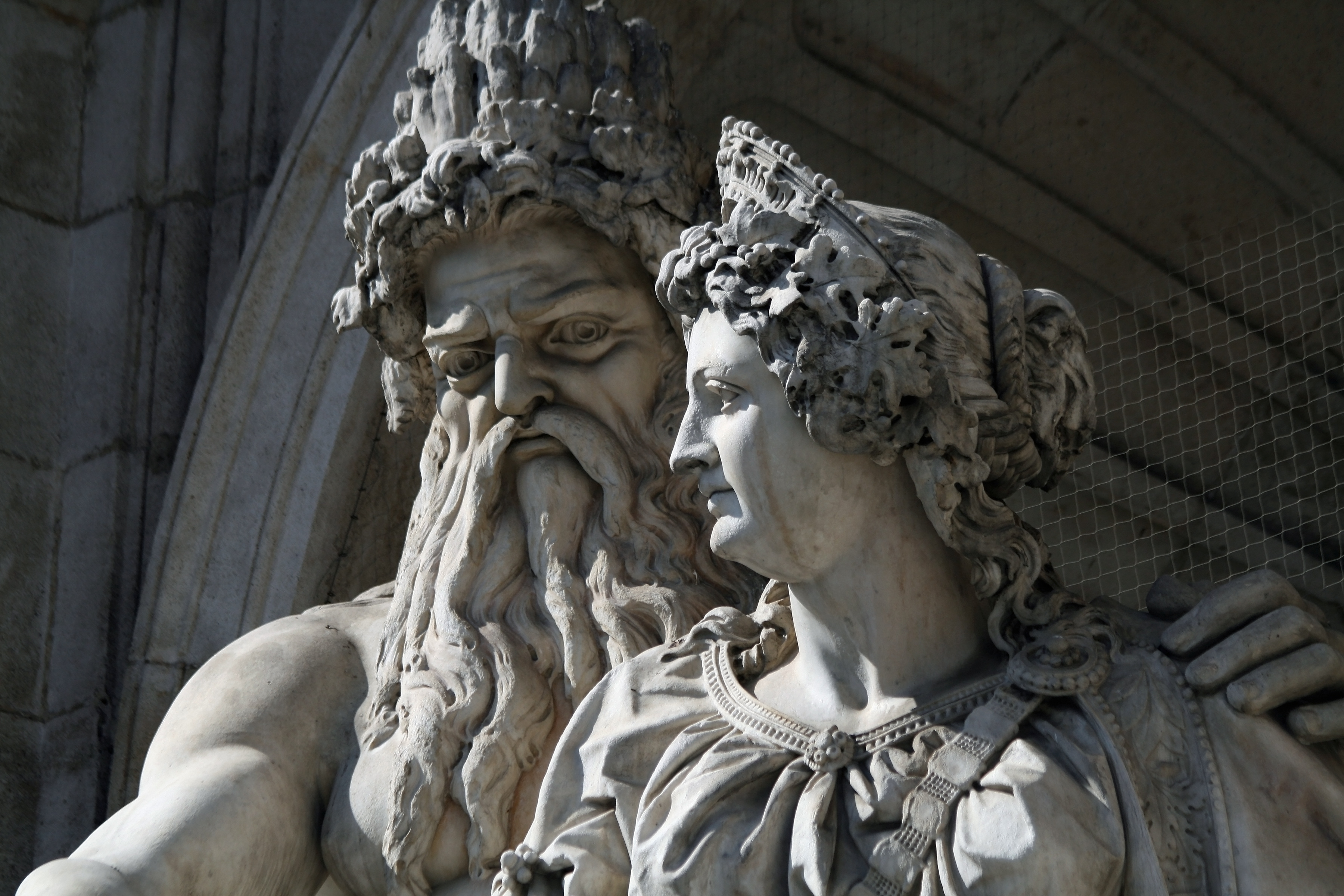
Danubius és  Vindobona - részlet a Danubius-kútról